# Liste der paralympischen Medaillengewinner aus Namibia
Das Namibische Paralympische Komitee wurde 1990 mit der Unabhängigkeit Namibias gegründet und 1991 vom Internationalen Paralympischen Komitee als Mitglied aufgenommen. Es vertritt auch die namibischen Sportler bei den Paralympischen Spielen.
Namibia nahm erstmals 1992 als eigenständige Nation bei den Paralympischen Sommerspielen teil. Es wurden zwei Sportler entsandt, die keine Medaillen gewannen. Erst 2004 wurde wieder ein Sportler entsandt. 2008 gewann das Land, das wieder von nur einem Sportler repräsentiert wurde, die erste Medaille. 2012 folgten zwei, 2016 fünf Medaillen sowie 2020 und 2024 jeweils zwei Medaillen.

## Medaillenbilanz
Bislang konnten Sportler aus Namibia acht paralympische Medaillen bei den Sommerspielen gewinnen.
| Sportart       | Gold | Silber | Bronze | Gesamt |
| Leichtathletik | 3    | 4      | 4      | 11     |
| Diskuswurf     |      |        | 1      | 1      |
| Gesamt         | 3    | 4      | 5      | 12     |

## Medaillengewinner
- Reginald Benade – Leichtathletik (0-0-1)
Sommer-Paralympics 2008:  Bronze, Diskuswurf (F35/36), Herren
- Johanna Benson – Leichtathletik (1-1-0)
Sommer-Paralympics 2012:  Gold, 200 Meter (T37), Frauen
Sommer-Paralympics 2012:  Silber, 100 Meter (T37), Frauen
- Lahja Ishitile – Leichtathletik (1-0-1)
Sommer-Paralympics 2024:   Gold, 400 Meter (T11), Frauen
Sommer-Paralympics 2024:   Bronze, 100 Meter (T11), Frauen
- Johannes Nambala – Leichtathletik (0-2-1)
Sommer-Paralympics 2016:  Silber, 100 Meter (T13), Herren
Sommer-Paralympics 2016:  Silber, 400 Meter (T13), Herren
Sommer-Paralympics 2020:  Bronze, 400 Meter (T13), Herren
- Ananias Shikongo – Leichtathletik (1-1-2)
Sommer-Paralympics 2016:  Gold, 200 Meter (T11), Herren
Sommer-Paralympics 2020:  Silber, 400 Meter (T11), Herren
Sommer-Paralympics 2016:  Bronze, 100 Meter (T11), Herren
Sommer-Paralympics 2016:  Bronze, 400 Meter (T11), Herren